# L'Hexagone halluciné
Pour les articles homonymes, voir Hexagone (homonymie).
Ne doit pas être confondu avec Les Montagnes hallucinées.
L'Hexagone halluciné est un recueil de nouvelles de science-fiction écrites par des auteurs français.
Il est le deuxième volume, sur six actuellement parus, de la série spéciale de La Grande Anthologie de la science-fiction.
Ce volume, consacré comme les autres ouvrages de la série spéciale aux auteurs francophones, réunit douze nouvelles parues entre 1972 et 1978 ; il a été publié en 1988 dans la collection Le Livre de poche.
Compte tenu de l'époque, plusieurs de ces nouvelles sont de tonalité « science-fiction new wave », et la plupart d'entre elles sont écrites sur un registre pessimiste ou onirique.

## Publication
- Gérard Klein, Ellen Herzfeld et Dominique Martel (dir.), L'Hexagone halluciné, coll. « Le Livre de poche » no 7101, 1988.

## Extrait de la préface
« (…) Notre intention n'est pas ici de dresser un palmarès et encore moins de proposer un historique. Il convient cependant de souligner que, durant cette décennie, la science-fiction française élargit et consolide ses positions et marque définitivement son autonomie par rapport à la science-fiction anglosaxonne. Pour autant qu'on puisse généraliser, elle fait de moins en moins de place à l’aventure et à la prospective technologiques, et semble ne s'inquiéter de l'avenir que par le biais de l'écologisme, généralement dans sa variété la plus pessimiste. Elle s'attache principalement à décrire des univers subjectifs, piégés ou altérés (très souvent par les conditions sociales), d'où le titre que nous avons donné à cette anthologie.(…)
 »
— Préface, fin page 8 et début page 9.

## Liste et résumés des nouvelles

### Passion sous les tropiques
- Nouvelle de Philippe Curval, publiée dans le recueil Les soleils noirs d'Arcadie, éditions OPTA, mai 1975.
- Situation dans l'anthologie : pages 11 à 49.
- Remarque : nouvelle de tonalité « science-fiction new wave ».
- Intrigue : Dans un monde maya uchronique et dystopique qui n’a jamais été colonisé par les Espagnols, la principale activité du pouvoir politique et du pouvoir religieux est de séparer amour et sexualité et de réguler la sexualité des habitants, afin de les contrôler. Xpujil tombe amoureux de Liacan : repérés comme éléments subversifs, tous deux vont se cacher et se révolter contre la société.
- Lien externe : notice sur iSFdb

### A.C.E.
- Nouvelle de Patrice Duvic, publiée en 1978.
- Situation dans l'anthologie : pages 50 à 64.
- Remarque : nouvelle de tonalité « science-fiction new wave ».
- Intrigue : Une œuvre d'« Art Cinétique Évolutif » (A.C.E.) est installée près du domicile du personnage principal du récit. C'est l'occasion pour celui-ci de réfléchir aux évolutions de la société. Mais l'immense statue se déplace, se métamorphose, se développe et grandit inexorablement. Elle devient bientôt une menace pour les habitants de la ville... On apprend à la fin de la nouvelle que le personnage central du récit est le créateur de cette œuvre d'art.
- Lien externe : notice sur iSFdb

### Un vamasur nommé Palisir
- Nouvelle de Bernard Mathon[1],[2], publiée en 1975.
- Situation dans l'anthologie : pages 65 à 119.
- Remarques : 
  - c'est la nouvelle la plus longue du recueil (54 pages).
  - nouvelle de tonalité « science-fiction new wave ».
- Intrigue : Sur la planète Mars dirigée par le Haut Commandement de la Féminité sur Mars (« HCFM »), le vaisseau martien de surface (« vamasur ») Palisir est dirigé par la maîtresse Catarsis (« Cat »). Celle-ci est assistée de son intelligence artificielle de bord FAM-93 (dite « Jonquille »), et d'Exempalire (« Exe »), son esclave-homme-à-plaisir. Le vaisseau est attaqué à coup de perfolasers par des Prolomineurs martiens ; le combat entraîne un évanouissement de Catarsis. FAM-93 se renomme « Junky » et accède à une indépendance d'esprit inattendue. Avec l'aide d'Exempalire, elle repousse l'attaque des Prolomineurs. Catarsis revient à elle et entame des pourparlers avec Ratapounde, le chef des Prolomineurs : une trêve est conclue. Mais plus rien ne sera jamais comme avant car Jonquille/Junky a découvert le moyen de transférer le vaisseau dans une autre dimension, qu'elle appelle « le vrai Monde » (la réalité du lecteur).
- Liens externes : 
  - notice sur iSFdb
  - notice sur le site NooSFere

### Solipsisme?
- Nouvelle de Michel Leriche, publiée en 1976.
- Situation dans l'anthologie : pages 120 à 156.
- Articles connexes : Solipsisme, égocentrisme.
- Remarque : nouvelle de tonalité « science-fiction new wave ».
- Intrigue : Une série télévisée au XXIe siècle : des soldats de deux armées se battent. L'un des soldats est projeté hors de la série télévisée et se retrouve dans la « vraie réalité »… Qu'est-ce qui est réel, qu'est-ce qui ne l’est pas ?
- Liens externes : 
  - première notice sur iSFdb
  - deuxième notice sur iSFdb

### Thomas
- Nouvelle de Dominique Douay, publiée en 1974.
- Distinction : Grand prix de l'Imaginaire de la meilleure nouvelle en 1975.
- Situation dans l'anthologie : pages 157 à 192.
- Intrigue : La nouvelle comprend deux parties. Dans une première partie onirique, Alduce et Thomas errent dans un décor étrange et mystérieux. Ils n'ont ni faim ni soif, ils n'ont aucun souvenir. Dans la seconde partie, on apprend que Alduce est atteint de schizophrénie et qu'il est soigné par un médecin, Georges, assisté de son intelligence artificielle. Ils sondent le psychisme d'Alduce. S'ils comprennent ce que ressent ce dernier, qui est représenté sous la forme de « Thomas » ?

### Simulateur! Simulateur!
- Nouvelle de Michel Jeury, publiée en 1974.
- Situation dans l'anthologie : pages 193 à 235.
- Intrigue : Don Lorsan est employé par Kanashiwa, le Seigneur de la Synchronicité. Avec des Ministors implantés dans son cerveau, il est connecté au Grand Réseau. Un jour, avec son amie Lora, il en est déconnecté et envoyé en sevrage dans un centre de réadaptation. Mais Lora n'est plus Lora et devient Tania. C'est alors que les problèmes commencent.
- Lien externe : notice sur iSFdb

### La Vallée des Autres
- Nouvelle de Pierre Christin.
- Situation dans l'anthologie : pages 236 à 277.
- Intrigue : Laks est un fugitif de la cité-État Askalor. Il se trouve dans une grande vallée qui est hors d'atteinte des cités-États de la planète. Il y découvre une nouvelle façon de vivre, une nouvelle relation à l'espace et au temps, une nouvelle façon de vivre en communauté, bref une nouvelle civilisation. La fin de la nouvelle révèle qu'il est en réalité un agent secret chargé de détruire l'organisation sociale de la Vallée.
- Lien externe : notice sur iSFdb

### La Mouche et l'Araignée
- Nouvelle de Serge Brussolo, publiée en 1978.
- Situation dans l'anthologie : pages 278 à 296.
- Remarque : il s'agit de l'une des premières nouvelles publiées par Brussolo, alors âgé de 27 ans.
- Intrigue : La nouvelle comprend deux parties. Dans une première partie onirique, Gahl déambule dans un univers incompréhensible, aux formes mouvantes et illusoires. Où est-il ? Que fait-il ? Il erre sans but dans des lieux inconnus. Dans la seconde partie, on apprend que Gahl s'était porté volontaire pour un essai clinique sur la biostase. Or l'essai a connu un grave dysfonctionnement…

### Le Dieu qui vient avec le vent
- Nouvelle de Francis Carsac, publiée en 1973.
- Situation dans l'anthologie : pages 297 à 321.
- Intrigue : Depuis que la planète Rhalinda a été découverte par les humains, des échanges ont lieu entre ceux-ci et les Rhalindiens. Le jour où commence le récit, S'Ghami pense à l'élue de son cœur, la belle Maémi. Mais plus tard il avertit Pierre : « Ne sortez pas quand le vent glacé du sud se lèvera, vous pourriez rencontrer le dieu qui vient avec le vent ». En effet, c'est demain le Grand jour qui n'a lieu que tous les trois siècles environs, quand le Dieu du vent vient choisir une ou des femmes de la tribu…

### Les Vingt-quatre Heures du temps
- Nouvelle de Jacques Goimard, publiée initialement dans Fiction, no 288, mars 1978.
- Situation dans l'anthologie : pages 322 à 326.
- Remarques : 
  - C'est la nouvelle la plus courte du recueil (cinq pages).
  - Nouvelle de tonalité « science-fiction new wave ».
- Intrigue : Un homme, Sud-Est Martin, arrive avec son chronoglisseur au « Terminus du Temps ».
- Article connexe : Les Vingt-quatre Heures du Mans, course automobile qui a pu inspirer le titre de la nouvelle.
- Lien externe : notice sur iSFdb

### Scant
- Nouvelle de Jean-Pierre Andrevon, publiée en 1975.
- Situation dans l'anthologie : pages 327 à 356.
- Remarque : nouvelle de tonalité « science-fiction new wave ».
- Intrigue : Le narrateur évoque la ville de Scant, érigée il y a des millénaires par des humains lors de leur conquête de la galaxie. La ville est aujourd'hui détruite et en ruines. Il y a longtemps, les humains ont voulu faire une expérience dont on ne sait rien. Quoi qu'il en soit, les conséquences ont été funestes : il ne reste de Scant qu'une zone détruite. Le narrateur a été envoyé par le pouvoir politique pour pulvériser la planète avec une bombe à antimatière : il ne faut pas laisser le souvenir d'une planète où les humains ont voulu faire des choses néfastes ; rien ne doit rester ; aucun vestige, aucun témoignage ne doit subsister. C'est pourquoi, à l'instar de la ville ravagée, la planète doit aussi disparaître.
- Lien externe : notice sur iSFdb

### Sous les cendres
- Nouvelle de Gérard Klein, publiée en 1973.
- Situation dans l'anthologie : pages 357 à 401.
- Remarque : la nouvelle a été nommée au Grand prix de l'Imaginaire de 1974 (classée 4e).
- Intrigue : 
  - Le narrateur est un robot qui a été envoyé du futur où les voyages interstellaires sont quotidiens et où le voyage dans le temps n'a plus aucun mystère. Il a pour mission, avec des centaines d'autres robots, d'arracher quelques secondes avant leur mort tous les humains qui ont vécu, afin de les soigner et les envoyer dans le futur afin qu'ils puissent vivre pour l'éternité dans un monde qui leur conviendra.
  - Les humains qu'il est chargé de « ressusciter » ont péri lors d'une explosion nucléaire. Se rendant sur les lieux de l'explosion couverts de cendres, il se transporte dans le temps et se matérialise quelques instants avant la mort de l’humain. Il récupère l'humain et le ramène dans un centre médical où il procède à son réveil. L'expédition vers un monde lointain de la galaxie a lieu un peu plus tard. Quatre humains, qu'il a réveillés, sont évoqués par le robot : une fillette de 10 ans ; un homme qui refuse de vivre et qui souhaite mourir afin de gagner le paradis ; un homme lucide avec qui il discute sur la nature des choses ; un quatrième homme avec qui l'entretien est très court.
  - La nouvelle se termine par une information donnée au lecteur : ceux du futurs qui l'ont envoyé sur Terre ne sont pas des êtres de chair et de sang, ce sont aussi des robots, programmés pour faire vivre l'humanité à tout prix. Ce n'est ni la pitié ni l'orgueil qui fait agir ces robots : en réalité c'est la piété.
- Lien externe : notice sur iSFdb

## Autres chapitres du recueil
- Dictionnaire des auteurs + biographies : pages 403 à 412.
- Table des matières : pages 413-414.